# Ogoru
Ogoru – wieś w Rumunii, w okręgu Călărași, w gminie Dor Mărunt. W 2011 roku liczyła 366 mieszkańców.